# Colón (Cuba)
Colón è un comune di Cuba, situato nella provincia di Matanzas.